# Maison d'arrêt de N'Djaména
La maison d'arrêt de N'Djaména, parfois appelée prison centrale d'Amsinéné, est un établissement pénitentiaire tchadien situé dans le quartier Amsinéné du 1er arrondissement de N'Djaména.

## Histoire
L'établissement est installé dans une ancienne garnison de la Gendarmerie nationale tchadienne, transformée pour accueillir les personnes détenues après la démolition de l'ancienne maison d'arrêt en décembre 2011,.
Lors d'une visite en février 2017, alors que les organisations de défense des droits de l'homme demandent une amélioration des conditions de détention, le président Idriss Déby déplore l'état d'insalubrité et le manque d'hygiène de l'établissement. Un responsable de la prison regrette également que les femmes et les enfants détenus soient mélangés aux criminels en détention, suggérant la mise en œuvre d'une répartition par secteurs.
En mars 2020, plusieurs émeutes ont lieu au sein de l'établissement en raison de l'absence de mesures de prévention et de l'interdiction des visites décidée pour faire face à la pandémie de maladie à coronavirus. Cinq détenus sont tués au cours d'une mutinerie, plusieurs sont blessés lors de l'intervention des forces de l'ordre et une trentaine parvient à s'évader après le transfèrement d'un détenu égyptien.

## Description
La maison d'arrêt de N'Djaména accueille les personnes placées en détention provisoire ainsi que les personnes condamnées à une peine d'incarcération. 
Construite pour accueillir 300 personnes détenues, elle dispose aujourd'hui d'une capacité de 500 places, réparties en 22 cellules collectives. En février 2017, l'établissement accueille plus de 2 000 détenus et est marquée par une forte surpopulation carcérale.
La prison dispose d'une église et d'une mosquée ainsi que d'une infirmerie.